# حزب کمونیست انقلابی آمریکا
حزب کمونیست انقلابی آمریکا که ابتدا با نام «اتحادیه انقلابی» تشکیل شده بود سازمانی مائوئیست در ایالات متحده است که در ۱۹۷۵ تشکیل شد.
این حزب عضوی از جنبش انقلابی انترناسیونالیستی است.
باب آواکیان چهرهٔ اصلی این حزب است.
بریگاد جوانان کمونیست انقلابی، سازمان جوانان این حزب است.